# 이불

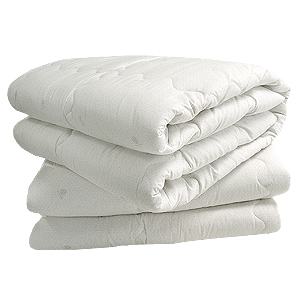
이불

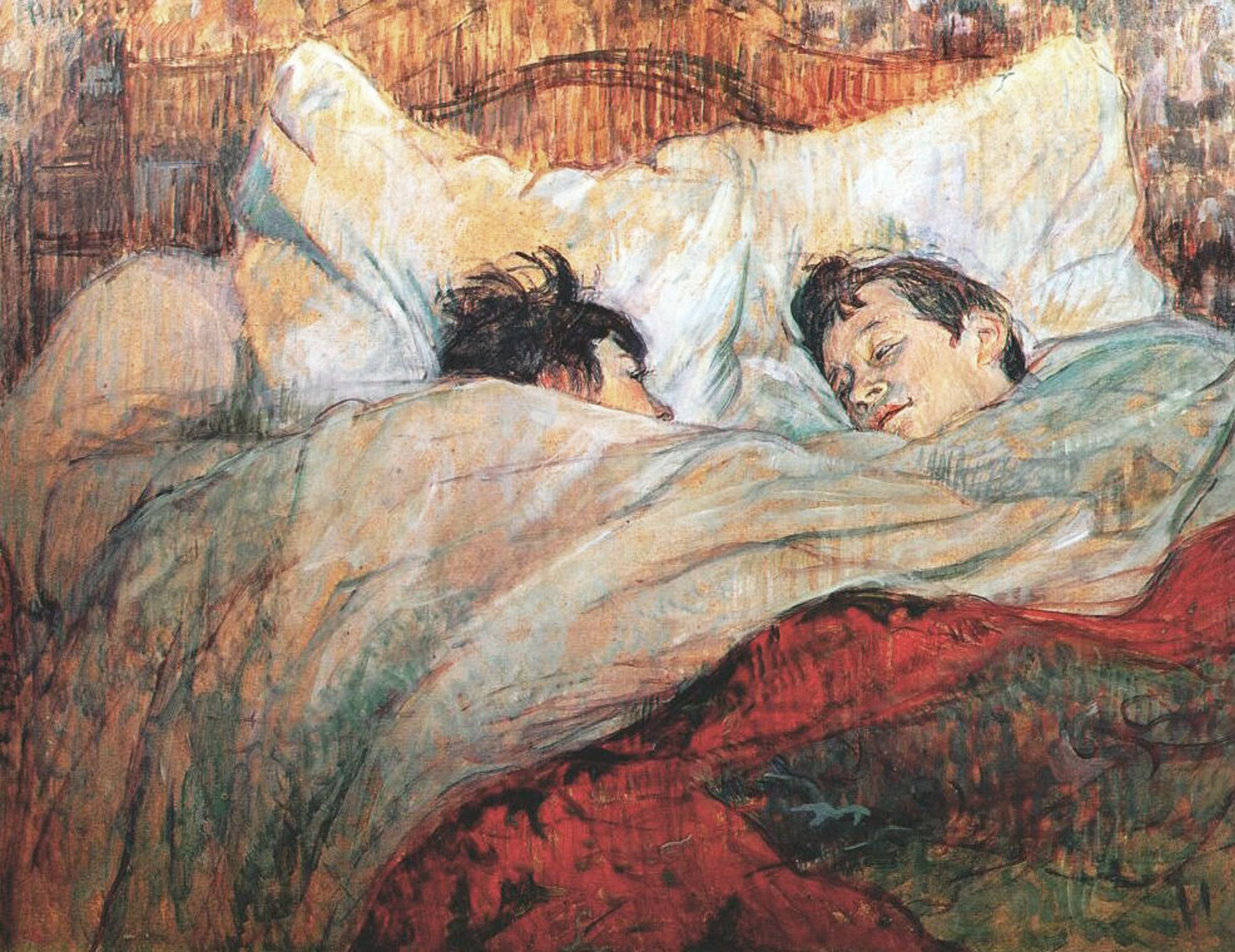

이불은 잘 때 몸을 덮기 위해 피륙 등으로 만든 침구의 하나이다. 이불은 사람이 잠을 잘 때 몸을 덮어 따뜻하게 하기 위해 솜이나 오리털 등을 넣어 만들기도 한다. 이불은 보통 크고 사각형으로 되어 있으며, 천연/합성 단열재로 채워져서 덮개에 싸여져 있다.

## 종류
- 겹이불: 솜을 두지 않고 거죽과 안을 맞대어 여민 이불
- 깃이불: 새털을 넣어서 만든 이불
- 누비이불: 누벼서 만든 이불
- 솜이불(핫이불): 안에 솜을 두어 만든 이불
  - 차렵이불: 솜을 얇게 두어 지은 이불
- 통이불: 자루처럼 만든 이불
- 홑이불: 안을 두지 않은, 홑겹으로 된 이불
  - 담요: 털이나 털에 솜을 섞은 것을 굵게 짜거나 두껍게 눌러서 만든 요 또는 이불
  - 극세사: 고양이 촉감 이불
  - 침낭:

## 같이 보기
- 요
- 담요
- 침구
- 침대
- 취침
- 침낭
- 베개